# Acqua alta
Pour les articles homonymes, voir Acqua Alta.
L'acqua alta est la période d'inondation de Venise pour cause des marées entre l'automne et le début du printemps.
L'expression acqua alta — en dialecte vénitien, aqua alta (littéralement, « haute eau ») — dans la lagune de Venise désigne un phénomène de pic de marée particulièrement prononcé, qui provoque la submersion d'une partie plus ou moins grande de la zone urbaine insulaire. Ce phénomène est surtout fréquent en période automne-printemps, quand la marée haute arrive à recouvrir une bonne partie de la cité rendant difficile les déplacements par les rues de Venise (calle) et les espaces ouverts autour des édifices de Venise (campi).
L'acqua alta inonde souvent les parties basses de la ville, comme la place Saint-Marc.

## Causes du phénomène d'acqua alta

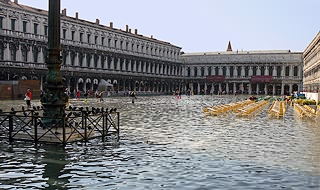
Acqua alta sur la place San Marco.

L'expression acqua alta dans l’usage commun, indique en réalité un phénomène générique. D’un point de vue technique, il existe des définitions plus rigoureuse, fondées sur le niveau des marées réunies :
- marée soutenue (marea sostenuta) quand le niveau de marée est compris entre +80 cm et +109 cm sur le zéro marégraphique (niveau moyen de la mer mesuré en 1897) ;
- marée très soutenue (marea molto sostenuta) quand la valeur est comprise entre +110 cm et +139 cm ;
- acqua alta exceptionnelle (acqua alta eccezionale) quand la valeur rejoint ou dépasse les +140 cm.

Le niveau de marée est déterminé par deux éléments : 
- La marée astronomique, dépendante du mouvement des astres, principalement de la Lune et en proportion mineure du Soleil, ainsi que de tous les autres, et de la géométrie du bassin. La contribution de tous ces facteurs est très connue et est régulée par les lois de mécanique physique, et peut être calculée ou prévue avec une grande précision, sur plusieurs années.
- La contribution météorologique, qui dépend de nombreux facteurs variables ; direction et intensité des vents, pression atmosphérique, précipitations, etc., tous sont liés par des relations complexes et régulés par des lois physiques de probabilité.

Pour cela les prévisions ne peuvent être élaborées qu’au travers de modèles statistiques, peu de jours à l’avance et avec une approximation qui est fonction de la date de la prévision.
De par sa configuration géographique particulière « en cuvette » (a catino), la mer Adriatique présente des amplitudes de marée plus importantes que le reste de la Méditerranée, la raison est à rechercher dans le fait que sa seiche a une période d’oscillations maximale comparable avec celle de la marée astronomique, rendant possible, de cette manière, la superposition des deux phénomènes. La marée astronomique résulte plus des phases lunaires et solaires, accentuées en période de nouvelle lune et pleine lune et durant les équinoxes. À celles-ci peut être ajoutée l’action locale des forts vents du sirocco, qui tirant dans l'Adriatique méridionale peut freiner le flux des eaux du bassin entier, ou de la bora, qui soufflant à travers l'embouchure du port de Venise de la lagune peut empêcher la mer d’en ressortir.
La réalisation de la zone industrielle du port Marghera a aggravé le phénomène de l'acqua alta pour diverses raisons : avant tout, la majeure partie de la zone industrielle a été créée en valorisant une vaste étendue de lagune, servant précédemment de « barene » c’est-à-dire de petites îles à fleur d’eau qui servait de « vase d’expansion » en cas de hautes marées. En second lieu, pour permettre aux pétroliers de rejoindre les quais de déchargement, a été creusé le profond « Canal des Pétroliers » qui part de l’embouchure du port de Malamocco et rejoint la terre ferme. Cette œuvre a considérablement augmenté la section de l’embouchure du port, augmentant par conséquent la quantité d’eau entrant dans la lagune.
Toutefois le port Marghera ne fut pas la seule cause humaine à l'augmentation de l’amplitude moyenne des marées. Parmi les plus significatives on peut citer : la construction du pont des Lagunes (pont ferroviaire) (1841/1846) ; l'exclusion de bassin de Chioggia du fleuve Brenta et la conséquente bonification de 2 363 hectares de zone de « barene » ; la construction de digues (port de Malamocco, 1820/1872] ; port de S. Nicolò, 1884/1897 ; port de Chioggia, 1911/1933) ; la construction du pont de la Liberté (Ponte della Libertà) (1931/1933) ; la création de la Riva dei Sette Martiri (1936/1941) ; la réalisation de l'île artificielle du Tronchetto (superficie 17 hectares, 1957/1961) et le doublement du pont ferroviaire (1977).
Il y a enfin d’autres causes naturelles : la subsidence, à savoir l’affaissement naturel du terrain, significativement accentué par l’intense utilisation des eaux de la nappe phréatique utilisées dans le passé pour alimenter le pool industriel du port Marghera, et l'eustatisme, c’est-à-dire de relèvement du niveau de la mer, lui-même accentué ces dernières années par le réchauffement global de la planète. La conjonction de ces phénomènes a entraîné un niveau de vulnérabilité inégalé.
Le centre de prévisions et d’alerte des marées de Venise estime à 23 cm la perte totale de la cote altimétrique de la cité depuis 1897 (année de définition du zéro altimétrique), décomposés ainsi : causes naturelles, +12 cm (9 d’eustatisme et 3 de subsidence) ; causes anthropiques, +13 cm (subsidence) ; récupération élastique, -2 cm.

## Pourcentages d’inondation

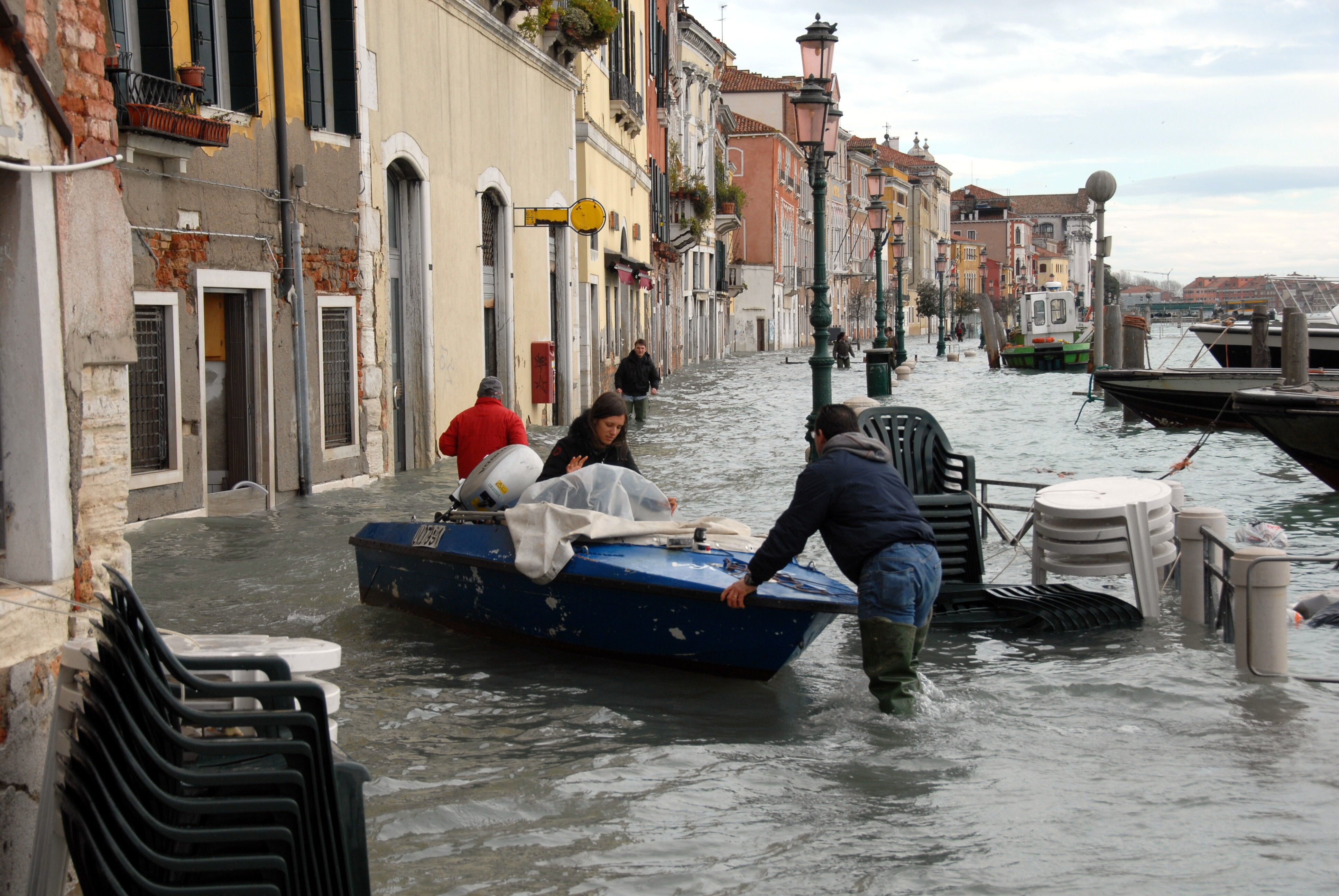
Acqua alta sur le quai des Zattere, longeant le canal de la Giudecca, le 1 décembre 2008.

L'inondation causée par l’acqua alta n’est pas homogène dans toute la cité de Venise et dépend de divers facteurs : les différences altimétriques des zones particulières par rapport au zéro marégrafique ; la distance des ruisseaux et canaux ; la hauteur des rives et des fondations de Venise ; la présence ou non de parapets pleins le long des fondations ; le rattachement des égouts d’écoulement aux canaux, agissent comme facteurs aggravant d’inondation.
Pourcentage de surface inondée en fonction du niveau de la marée:
| Niveau de marée | Surface inondée |
| --------------- | --------------- |
| +90 cm          | 1,84 %          |
| +100 cm         | 5,17 %          |
| +110 cm         | 14,04 %         |
| +120 cm         | 28,75 %         |
| +130 cm         | 43,15 %         |
| +140 cm         | 54,39 %         |
| +150 cm         | 62,98 %         |
| +160 cm         | 69,43 %         |
| +170 cm         | 74,20 %         |
| +180 cm         | 78,11 %         |
| +190 cm         | 82,39 %         |
| +200 cm         | 86,4 %          |
| >+200 cm        | 100 %           |

La mesure de la marée effectuée en 1897 à la Punta della Salute est devenue le niveau zéro de référence de la ville pour l'élévation du niveau de la mer.

## Méthodes de relèvement, signalisation et contrôle

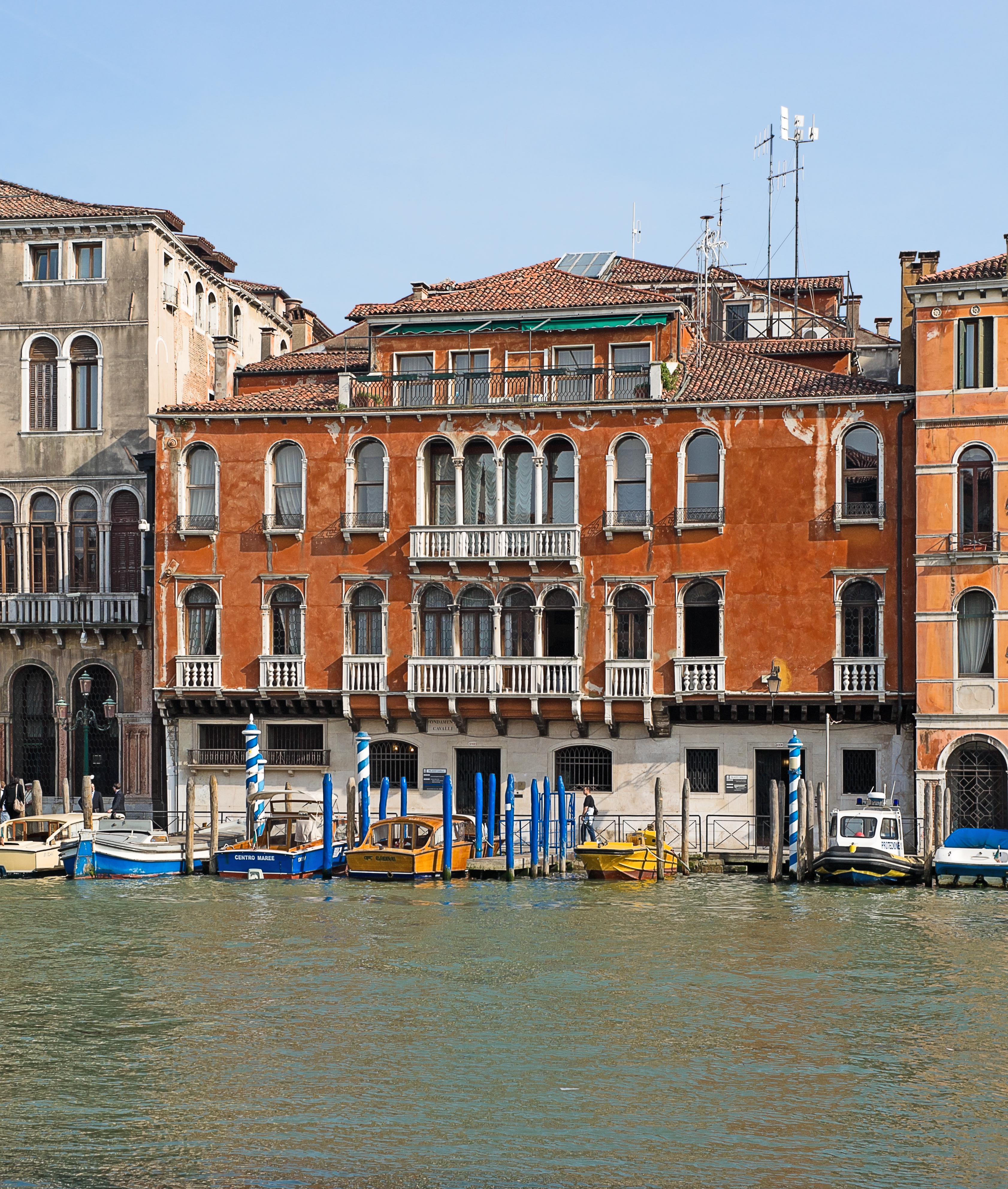
Le Palais Cavalli abrite le Centre de Mesure et de prévision des marées pour la commune de Venise.

La mesure de référence de l’acqua alta se fonde sur la hauteur de marée relevée à la station située Punta della Salute, à laquelle est aussi référé le zéro marégraphique.
La cité est dotée d’un système de contrôle des niveaux de marée avec des stations relayées en divers points de la lagune et même en pleine mer (plate-forme CNR). Sur la base des niveaux observés et des analyses des prévisions météo-marines, le Centre « Prévisions et Signalisations Marée de la Commune de Venise » effectue la prévision de marée, en général pour les 48 heures suivantes. Ces prévisions sont transmises par internet, presse locale, affichages en différents points de la cité, les systèmes d’affichage lumineux et un central téléphonique avec messages pré-enregistrés.
En cas de danger d’imminent d’acqua alta, la plupart des habitants des zones les plus basses et les secteurs économiques situés de plain-pied, reçoivent un avis téléphonique, pour leur permettre de prendre toutes les dispositions nécessaires. En outre, un service d’alerte gratuit transmis par SMS est mis à la disposition de tous les citadins inscrits.

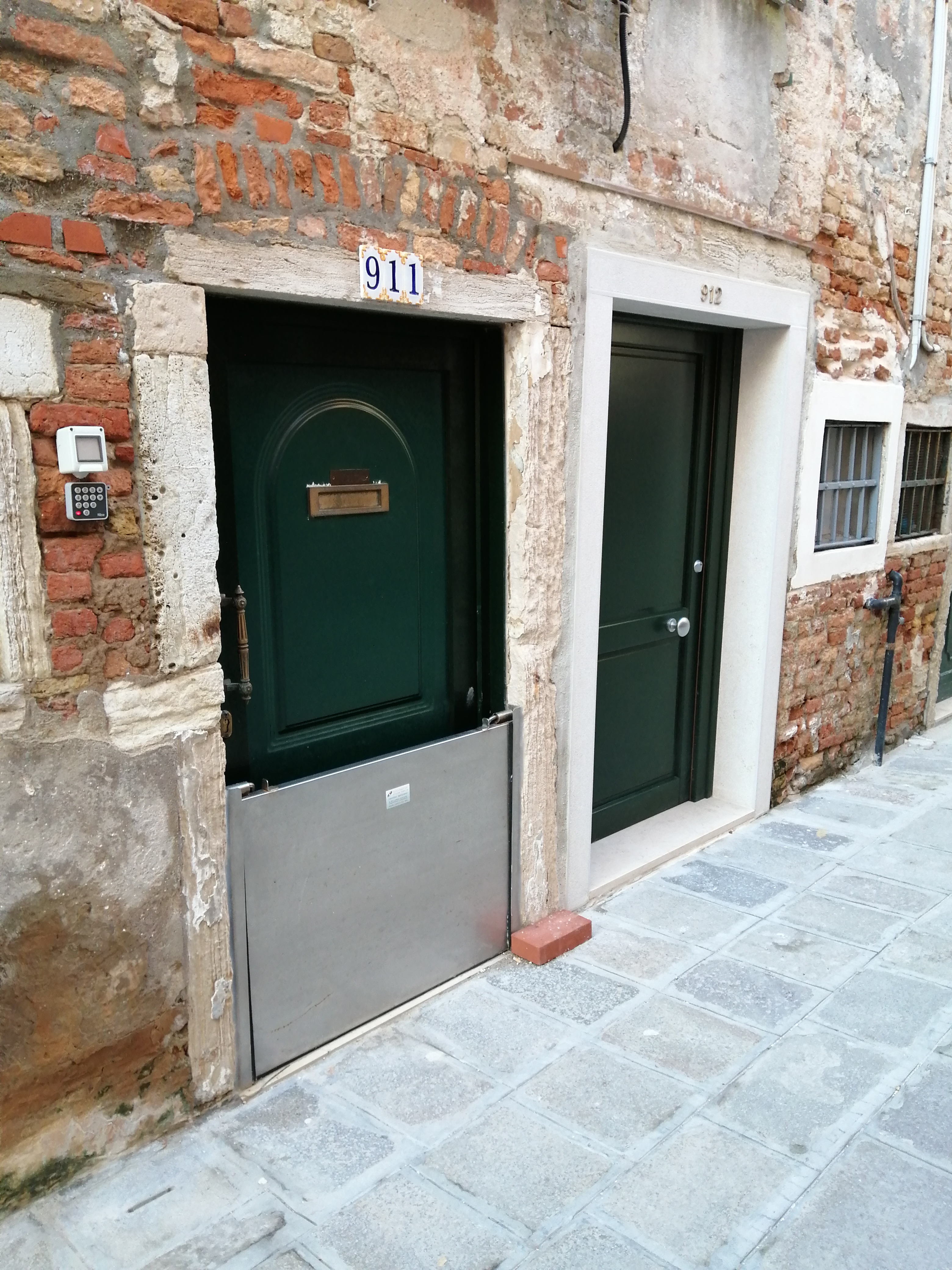
Dispositif anti acqua alta : la paratia

Certains habitants de Venise ont installé un dispositif de protection sur la porte d'entrée de leur maison ou de leur immeuble, afin de se protéger de l'acqua alta. Ce type d'installation s'appelle une paratia.
Au moment où le niveau d’eau prévu arrive ou dépasse les 110 cm, avec environ trois heures d’avance sur le pic de marée, le système d’alarme par sirènes, positionné en différents points stratégiques de la cité, entre en fonction pour alerter la population entière. Depuis le 7 décembre 2007, dans le centre historique et dans l’île de la Giudecca, un nouveau système d’alarme est entré en fonction et qui émet des sons distincts : le premier pour avertir la population de l’arrivée de l’acqua alta, le second pour indiquer la hauteur de marée prévue, selon le nombre de sonneries émises (>110 cm, >120 cm, >130 cm et >140 cm). Précédemment, la sirène, de type électronique, signalait une marée supérieure à 110 cm ; l'éventuelle répétition avisait d’une prévision supérieure à +140 cm. Une troisième répétition était associée une prévision de dépassement de la cote +160 cm. Ce type de sirène est encore utilisé dans les îles de la lagune, en attente de substitution par le nouveau système. La nouvelle sirène a été utilisée pour la première fois dans la nuit du 23 au 24 mars 2008, pour une prévision de marée de +110 cm.
En période de grande fréquence du phénomène, un système de passerelles est installé, par le biais de trottoirs en bois posés sur supports métalliques qui assurent des trajets au sec pour les principales ruelles de la cité, garantis jusqu’à un niveau de marée de +120 cm, au-delà les passerelles pourraient commencer à flotter.
Depuis plusieurs années le projet Mose est en cours qui devrait permettre la réduction des eaux exceptionnelles par le moyen de barrages mobiles par gravité placés au fond des embouchures des ports de la lagune et actionnés par un système pneumatique, de manière à isoler la lagune de la mer durant le passage des pics de marée. Celui-ci a bien fonctionné en 2022.

## Statistiques

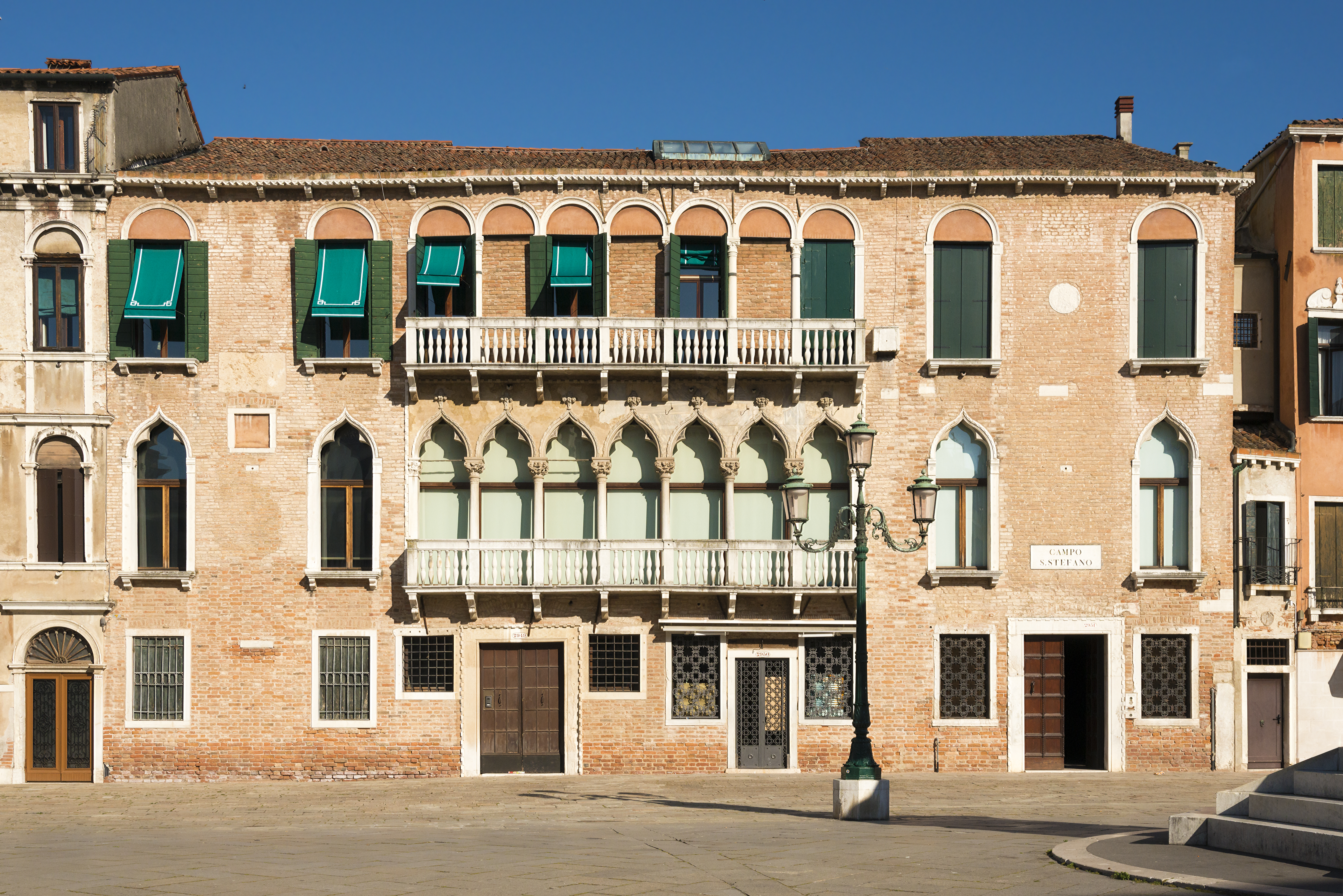
Magistrato alle Acque, marégraphe.

L'observation systématique des eaux, selon des méthodes scientifiques, a commencé en 1872 ; pourtant certaines études anticipent celle-ci à la date de 1867, quand fut relevée une acqua alta exceptionnelle de +153 cm. Ce fut en fait seulement en 1871 que fut réalisé le premier marégraphe pour le contrôle des marées à Venise.
L'institution chargée de ces observations était l'Institut vénitien des sciences, lettres et arts, affecté au « Magistrat aux eaux » supprimé par le gouvernement italien en 1866. Le marégraphe fut installé près du Palazzo Loredan au Campo Santo Stefano, siège de l'Institut aujourd’hui.
Après la terrible inondation de 1966, nommée aqua granda, la commune de Venise institua un premier service d’observation des hautes marées, avec la tâche principale d’établir des prévisions et de les diffuser aux habitants. Depuis 1980, ce service a pris le nom de Centre Prévisions et Signalisation Marée, qui a la responsabilité de recueillir et d’élaborer les données à des fins de statistique, c’est-à-dire la prévision des marées, la diffusion et la signalisation des événements extraordinaires (hautes ou basses marées exceptionnelles) à la population et aux autorités compétentes.

### Événements historiques
Le premier témoignage certain du phénomène de l’acqua alta est de 782 (même si une chronique antique attribue en 589 la description d’une notable et durable inondation durant le VIe siècle).
Des événements successifs se vérifièrent en 840, 885, 1102, 1240 (« l'eau envahit les rues sur plus que la hauteur d’un homme »), 1268, 1280, 1282, le 20 décembre 1283, 18 janvier 1286, en 1297, 1314, le 15 février 1340, le 25 février 1341, le 18 janvier 1386, le 31 mai 1410, le 10 août 1410, en 1419, 1423, le 11 mai 1428, le 10 octobre 1430, le 10 novembre 1442, en 1444, 1445, le 29 mai 1511, en 1517, le 16 octobre 1521, le 3 octobre 1535, le 20 décembre 1535, en 1543, le 21 novembre 1550, le 12 octobre 1559, en 1599, le 8 décembre 1600, les 18-19 décembre 1600, le 21 décembre 1727, le 31 décembre 1738, le 7 octobre 1729, le 5 novembre 1742, le 28 novembre 1742, le 31 octobre 1746, le 4 novembre 1748, le 31 octobre 1749, le 9 octobre 1750, le 24 décembre 1702, le 25 décembre 1794, le 5 décembre 1839. Enfin les événements de 1848 (140 cm) et 1867 (153 cm).
Des descriptions des bulletins on note qu’aucun de ces événements ne furent autant catastrophique que celui du 4 novembre 1966. Au commentaire de l’événement du 20 décembre 1283 on retient de Venise « sauvée par miracle ». Aussi graves, furent les événements de 1442 (« l'eau arriva à 4 pieds au-dessus de la normale ») et des 18-19 décembre 1600, ce dernier étant probablement similaire à celui de 1966, en plus d’une eau très haute à Venise, il y eut une violente tempête qui « rompit en plusieurs endroits les lido, entra dans les villas du Lido Maggiore, Tre Porti, Malamocco, Chioggia etc. »
Il faut tenir compte que les chroniques rappellent, presque toujours, les événements les plus importants en se référant plus à quelques détails marquants, qu'à la hauteur effective de la marée, entre autres, indiquée avec des mesures qui apparaissent approximatives et souvent peu crédibles, alors que les phénomènes mineurs, au-dessous des +120 cm, ne furent probablement pas considérés dignes d’être mentionnés.

### Eaux exceptionnelles dans la période de 1923 à aujourd’hui

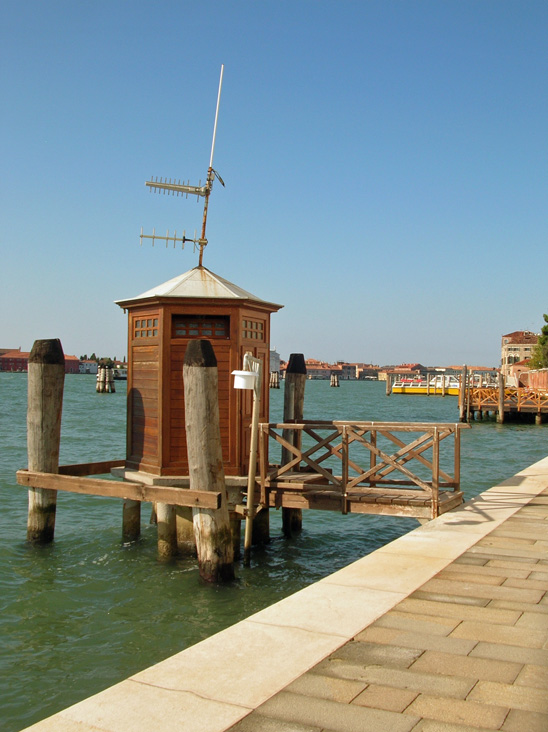
La station de Punta della Dogana, côté Giudecca.

Toutes les dates ont été données par le Centre Marée de la commune de Venise.
Par ordre décroissant de niveau :
- +194 cm (4 novembre 1966)
- +187 cm (12 novembre 2019)[8]
- +166 cm (22 décembre 1979)
- +158 cm (1er février 1986)
- +156 cm (1er décembre 2008)
- +156 cm (29 octobre 2018)
- +151 cm (12 novembre 1951)
- +149 cm (11 novembre 2012)[9]
- +147 cm (16 avril 1936)
- +147 cm (16 novembre 2002)
- +145 cm (25 décembre 2009)
- +145 cm (15 octobre 1960)
- +144 cm (23 décembre 2009)
- +144 cm (3 novembre 1968)
- +144 cm (6 novembre 2000)
- +142 cm (8 décembre 1992)
- +140 cm (17 février 1979)

Toutes ces valeurs ont été enregistrées par la station de Punta della Salute (Venise) et font référence au zéro hydrographique de 1897.

### Valeurs extrêmes de marée dans la période de 1923 à aujourd’hui
En conditions normales la marée, dans la lagune de Venise, présente des variations de 60-70 cm sur une période d’environ 12 heures. Les valeurs maximales relevées à partir de 1923 sont les suivantes :
- hauteur maximum : +1,94 m (4 novembre 1966)
- hauteur mini : -1,21 m (14 février 1934)
- variation entre minimum et maximum absolu : 3,15 m
- amplitude maximum de marée de la haute à la basse : 1,63 m (28 janvier 1948 et 28 décembre 1970)
- amplitude maximum de marée de la basse a la haute : 1,46 m (23 et 24 février 1928 et 25 janvier 1966)